# 뉴 어스트로노미
《뉴 어스트로노미》(New Astronomy)는 천문학 및 천체물리학 주제를 다루는 동료 평가가 이루어지는 과학 저널이다. 이 저널은 1996년에 창간되었으며 현재 엘스비어에서 발행하고 있다.

## 초록 및 색인 생성
이 저널은 다음 데이터베이스에서 초록 및 색인이 생성되고 있다.
- 커런트 컨텐츠(Current Contents)/물리, 화학, 지구과학
- 인스펙(INSPEC)
- 과학인용색인(SCISEARCH)
- 과학인용색인(Science Citation Index)
- 스코퍼스(Scopus)

저널 사이테이션 리포트(Journal Citation Reports)에 따르면 저널의 2020년 임팩트 팩터는 1.325이다.